# Sarasota County
Sarasota County är ett administrativt område i delstaten Florida, USA, med 379 448 invånare. Den administrativa huvudorten (county seat) är Sarasota.   

## Geografi
Enligt United States Census Bureau har countyt en total area på 1 878 km². 1 480 km² av den arean är land och 398 km² är vatten.

### Angränsande countyn
- Manatee County, Florida - nord
- DeSoto County, Florida  - öst
- Charlotte County, Florida  - syd